# Les Chemins de la mer
Les Chemins de la mer est un roman de François Mauriac publié en 1939 aux éditions Grasset.

## Résumé
Le roman retrace les destins croisés de deux familles de la bourgeoisie : les Revelou et les Custadot.

## Éditions
- Les Chemins de la mer, éditions Grasset, 1939.